# Johan Lindegrens koralbok
Johan Lindegrens koralbok gavs ut 1905 i Stockholm av kantorn Johan Lindegren i Stockholms Storkyrka. Koralboken är enligt 1921 års koralbok med 1819 års psalmer källa för minst en melodi till 1819 års psalmer i dess version från 1921: nr 95 (Psalmen bytte alltså melodi vid nytrycket av 1819 års psalmbok).

## Psalmer
- Vi följt i dag med heta tårar (1819 nr 95) tonsatt 1882